# Boban Nikolov
Boban Nikolov (mazedonisch: Бобан Николов; * 28. Juli 1994) ist ein nordmazedonischer Fußballspieler, der als zentraler Mittelfeldspieler in Nemzeti Bajnokság für den Verein Kisvárda und die nordmazedonische Nationalmannschaft spielt.

## Persönliches Leben
Boban Nikolov ist ethnischer Aromaner und spricht Aromanisch.

## Vereinskarriere

### Viitorul Constanța
Am 8. März 2013 debütierte Nikolov für Viitorul Constanța in der I. Liga bei einer 1:4-Niederlage gegen Gaz Metan Mediaș. Am 19. Mai desselben Jahres erzielte er beim 5:2-Sieg gegen Steaua București sein erstes Tor in der I. Liga.

### Lecce
Am 19. Januar 2021 wurde er vom italienischen Serie-B-Verein Lecce verpflichtet.

### Sheriff Tiraspol
Sieben Monate später, am 20. August 2021, unterschrieb er bei Sheriff Tiraspol, das in der Super Liga spielt.

### FCSB
Am 17. September 2022 unterschrieb Nikolov einen Einjahresvertrag beim FCSB in der I. Liga mit der Option auf eine Verlängerung um ein weiteres Jahr.

## Internationale Karriere
Am 29. Mai 2016 gab Nikolov sein Länderspieldebüt gegen Aserbaidschan und am 24. März 2017 erzielte er sein erstes Tor im Qualifikationsspiel für die WM 2018 gegen Liechtenstein. Auch in der U21- und U19-Auswahl war er Stammspieler und Kapitän. Bis April 2020 bestritt er insgesamt 22 Länderspiele und erzielte dabei zwei Tore. Er vertrat sein Land bei der Europameisterschaft 2021, seinem ersten großen Turnier.

## Auszeichnungen
Vardar
- Prva Makedonska Liga: 2015/16, 2016/17
- Mazedonischer Fußball-Supercup: 2015

Fehérvár
- Nemzeti Bajnokság: 2017/18
- Ungarischer Fußballpokal: 2018/19

Sheriff Tiraspol
- Divizia Națională: 2021/22
- Moldauischer Fußballpokal: 2021/22